# Pentacanthoides
Pentacanthoides is een geslacht van halfvleugeligen uit de familie Aphrophoridae. De wetenschappelijke naam van dit geslacht is voor het eerst geldig gepubliceerd in 1952 door Metcalf.

## Soorten
Het geslacht Pentacanthoides  is monotypisch en omvat slechts de volgende soort:
- Pentacanthoides brunneus (Lallemand, 1922)